# 史雪燕
史雪燕（1976年7月17日—），河北省张家口市人，中華民國政治人物，中國國民黨籍。曾任中華兩岸婚姻家庭服務聯盟理事長、南投縣縣議員，2022年連任失敗，議員資格於卸任後的2024年12月2日遭內政部解職取消。

## 生平
史雪燕的家乡在河北省张家口市。她在北京工作时，与台湾青年林建至相识相恋。1999年，两人结婚。2000年，史雪燕移居台灣南投縣名間鄉。2007年11月7日，初設台灣戶籍。2008年4月23日，注銷中國大陸戶籍，完成入籍流程。按通规取得中華民國國民身分證、中華民國護照，并与其他台湾民众类似，以台胞证进入中国大陆。 
在台湾定居后，史雪燕育有两女，成为一名“相夫教子，孝敬公婆”的家庭主妇，并取得南開科技大學企業管理學士學位。2014年之后，在家人支持下，她投入社会活动及公共事务。曾在國民黨立委許淑華團隊服務，2018年由國民黨提名參與競選南投縣議員，以第3高票落選。
2019年，史雪燕考入中國文化大學研究所。

### 南投縣議員
2021年8月，在前南投縣議員游宏達因涉及貪瀆案解職後遞補上任，史雪燕因此成為台灣第一位陸配縣議員。2022年九合一大選時，未能連任。
2024年中華民國立法委員選舉，台灣民眾黨取得8席不分區席次。該黨在選前設不分區立委「兩年條款」之約定，即提名名單中位列靠前而當選者須在任期過半之時辭職，使名單中靠後的候選人遞補就任。由此，第15名的李貞秀有望成為史上首位陸配立法委員。
但有反對聲音指出，陸配入籍台灣時不曾放棄「中華人民共和國國籍」，故屬於「中華民國國民兼具外國國籍者」，依《國籍法》第20條不得擔任公職。對此，民眾黨方面認為這一法律觀點有誤，並指出史學燕已合法擔任縣議員。針對這一情況，2024年12月2日，賴清德政府领导的中華民國內政部致函南投縣議會，援引《國籍法》解除史雪燕議員公職。史雪燕可就此提出行政訴訟，但在訴訟前依法需先提起行政訴願。南投縣議會表示將等待訴願和訴訟結果，因史有實際履職，參考李慶安案判例，即使她敗訴失去公職身分，也傾向於不追討史雪燕任職期間所領費用。
此事引起廣泛爭議。台灣民眾黨籍立法委員林國成認為，既然政府發現法律有矛盾，應該要主動修正，無論是修《國籍法》或《兩岸條例》，都要有動作，否則現行制度對陸配從政很不公平。國立政治大學法律學系副教授廖元豪指中華民國國法律從來沒有將大陸地區人民當成「外國人」、也不承認有「中華人民共和國國籍」，所以才有《兩岸條例》另行處理設籍問題。銘傳大學副教授楊穎超指出，兩岸政法框架皆不承認彼此國家存在，中華人民共和國政府不可能給台湾居民出具喪失國籍證明；過去關於陸配參政權是適用《臺灣地區與大陸地區人民關係條例》，數十年來對陸配參政的設限範圍已發展出完備規定，其背後是行政機關和立法院朝野政黨在此問題上的充分共識，過去八年民進黨完全執政，賴清德并非權力局外人，現在才提出陸配擁有外國籍、需適用《國籍法》的特異見解，是為了實踐新近提出的「新兩國論」政治主張。賴清德政府則認為，禁止公務員有雙重國籍「這與是否承認一個國家沒有關係」；至於無法放棄中華人民共和國國籍的問題，「目前沒有人去申請過，應該先去申請再說」。
2024年12月30日，史雪燕就内政部解除其公職提起行政訴願，2025年3月28日被駁回。2025年4月11日，向台北高等行政法院提起行政訴訟，要求撤銷行政處分，並向陸委會主委、內政部長等涉嫌故意違法行政的政府首長連帶求償共100萬元。

## 案件
本人
史雪燕曾與另3名陸籍新住民指責同為陸籍的羊姓新住民「做民進黨的走狗」，被法院判罰5千元新台幣，並賠償羊姓女子3萬元新台幣。
親屬
2021年10月15日，新北市警方跨区查办一桩贩毒案，媒体报道指被抓获嫌疑人之一自称史雪燕女儿、議員助理，试图以此对警方施压。案件被移送地检署侦办。史雪燕当时对媒体回应不知此事。10月28日，史雪燕与女儿公开回应，其女称是交友不慎，搭朋友便车遭遇臨檢，未参与案件，制作笔录后已被檢察官請回，自称議員助理、施壓警方等报道不属实。

## 外部連結
史雪燕的Facebook專頁